# دنیس پاتر
دنیس پاتر (انگلیسی: Dennis Potter؛ ۱۷ مه ۱۹۳۵ – ۷ ژوئن ۱۹۹۴) نویسنده، کارگردان فیلم، رمان‌نویس، مؤلف، فیلم‌نامه‌نویس و روزنامه‌نگار اهل بریتانیا بود.
از فیلم‌ها یا مجموعه‌های تلویزیونی که وی در آن‌ها نقش داشته‌است، می‌توان به خرده‌پولی از بهشت و کارآگاه آوازخوان اشاره نمود.
وی همچنین برندهٔ جوایزی همچون جایزه ادگار شده‌است.